# Don Campbell (danzatore)
Don Campbell, noto anche con lo pseudonimo di Campbellock (Saint Louis, 8 gennaio 1951 – 30 marzo 2020), è stato un ballerino e coreografo statunitense famoso per aver inventato la danza Locking e per il suo lavoro con la crew The Lockers.

## Biografia
Campbell scoprì la danza mentre studiava arte commerciale al Los Angeles Trade – Technical College. Nel 1971, Campbell si unì al cast di Soul Train quando il programma televisivo arrivò a Los Angeles. Ne fu un ballerino di primo piano fino al 1973, quando fu rimosso dal programma per aver richiesto il pagamento degli artisti. Quindi reclutò altri ballerini che erano stati licenziati per lo stesso motivo, e con loro fondò i Lockers.
Don registrò una canzone propriamente intitolata "The Campbellock", per accompagnare la sua nuova danza innovativa e rivoluzionaria; nel marzo 1972 Stanson Records pubblicò il suo singolo "The Campbellock". Don creò anche un proprio ensemble di danza, "The Campbellock Dancers". Il nome fu successivamente cambiato in "The Lockers".
Fred Berry (ballerino e attore del programma What's Happening), la fidanzata di Don dell'epoca - Toni Basil (coreografa e cantante), e Adolfo "Shabadoo" Quinones (ballerino e attore nei film Breakin' e Breakin '2-Electric Boogaloo) erano un tempo membri del gruppo.
Don e i Lockers si sono esibiti con alcuni dei più grandi intrattenitori di tutti i tempi: Frank Sinatra, Bob Hope, Sammy Davis Jr., Dean Martin, Carol Burnett, Doris Day, Dinah Shore, Merv Griffin, Bill Cosby, Roger Miller, Johnny Carson, Dick Van Dyke, Aretha Franklin, John Denver, Roberta Flack, Michael Landon, Richard Pryor, Bette Midler, Donny e Marie Osmond, Howard Cosell e Cheech & Chong.
I Lockers parteciparono anche a programmi TV tra cui The Carol Burnett Show (con il nome "The Campbellock Dancers"), The Tonight Show con Johnny Carson (prima come "The Campbellock Dancers", poi come "The Lockers"), What's Happening (con il nome "The Rockets"), ABC in Concert, la premiazione dei Grammy e degli Oscar, e Saturday Night Live (come il primo gruppo non musicale ad esibirsi nello spettacolo). Don e le sue varie crew hanno accumulato oltre 80 accreditamenti a loro nome prima di ritirarsi nei primi anni '80.
Alcuni dei video più popolari degli anni passati hanno utilizzato i passi distintivi di Don, prevalentemente di artisti come i Backstreet Boys, N'Sync, Britney Spears, Christina Aguilera, Wyclef Jean, Snoop Dogg, Jermaine Dupri, Busta Rhymes, Aaliyah e Mýa. I video realizzati da Janet Jackson per aiutare a promuovere l'album di Rhythm Nation e i video successivi presentavano passaggi originali di Don. Michael Jackson ha ampiamente utilizzato il locking style di Campbellock nelle coreografie dei suoi tour e video. L'attore e comico Eddie Griffin ha portato alla ribalta alcune delle mosse di Don durante la sua carriera cinematografica.
Le nuove generazioni di ballerini di strada hanno contribuito a riportare in auge il leggendario Don "Campbellock" Campbell e la sua danza rivoluzionaria. Il locking è tornato nei club, nei video e nelle strade. È ora considerato parte della cultura hip hop, sotto l'ombrello della street dance.
Il nuovo ruolo di Don fu quello di istruttore e ambasciatore. Don ha tenuto lezioni in città e stati come Filadelfia, New York, Hawaii, Colorado, Atlanta, Miami, Oakland e San Francisco. Don ha anche adottato il suo approccio in tutto il mondo in paesi come Giappone, Canada, Portogallo, Inghilterra, Paesi Bassi e Germania.
A causa dello stato di espansione della cultura hip-hop in tutto il mondo, Don ha fatto sentire la propria presenza frequentando molti degli eventi di spicco della cultura che comprendono l'intero spettro dell'hip-hop: Rennie Harris Puremovement Presents Illdelphi Legends e The Legends of HipHop, Back to Mecca, The Bboy Summits, The American Street Dance Championships, The 1st HipHop Dance Awards, The Bboy Pro-Am, The Zulu Nation Anniversary, The USA / World HipHop Dance Championships, Up Jump The Boogie, e così via.
Don è stato anche onorato alla prima conferenza Hip-Hop mai sponsorizzata dalla Rock & Roll Hall of Fame. Pezzi come gli abiti di Don indossati durante la sua carriera, furono messi in mostra all'interno della Rock & Roll Hall of Fame, oltre che all'estero, come parte di una mostra progettata per aiutare a promuovere la consapevolezza della cultura hip-hop.
Oltre a dare lezioni, fare il giudice, Don ha anche lavorato a numerosi progetti con suo figlio Dennis, tra cui un libro illustrato sulla sua danza e sui suoi insegnamenti, un'autobiografia, un DVD che descrive la sua vita, e un film basato sulla sua storia di vita.